# Luz monocromática

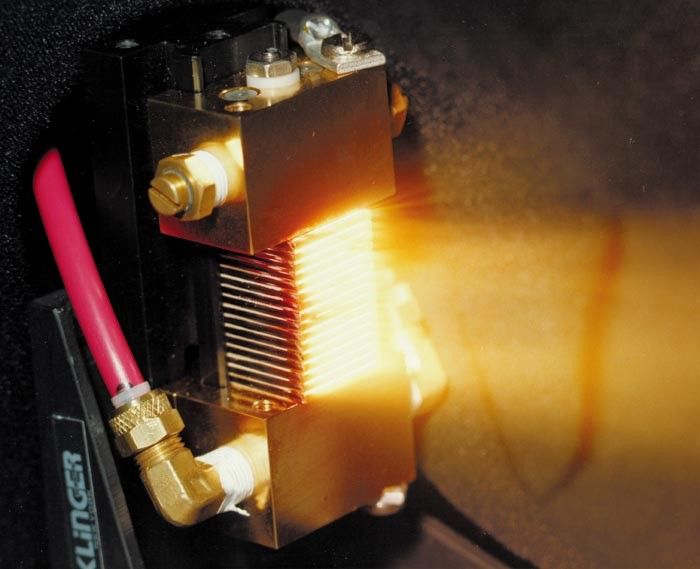
Luz monocromática procedente de un diodo láser.

A diferencia de la luz blanca, que está formada por muchos componentes, la luz monocromática es aquella que está formada por componentes de un solo color. Es decir, que tiene una sola longitud de onda, correspondiente a ese color.
Esto quiere decir que para producir radiación monocromática, se generan los electrones por medio del calentamiento de un filamento y luego los aceleramos en un campo electromagnético, los electrones de alta energía chocan contra un ánodo con suficiente velocidad para penetrar las capas electrónicas externas del material del ánodo. Cuando el electrón choca con la capa de electrones K, el electrón incidente remueve su órbita al electrón de la capa K. El átomo pierde uno de sus electrones de la capa K y está en condición metaestable, en consecuencia el electrón de la capa L entra a llenar la capa K.
El ejemplo más representativo de este tipo de luz son los diodos láser, puesto que su longitud de onda varía sólo algunas milésimas de nanómetro. Cabe señalar que la monocromaticidad pura no existe como tal, así que se trata, pues, de una característica ideal. 
- Datos: Q910519